# Ângulos internos e externos

Ângulos internos e externos

Em geometria, um ângulo de um polígono é formado por dois lados do polígono que compartilham um ponto final. Para um polígono simples (sem auto-intersecção), independentemente de ser convexo ou não-convexo, esse ângulo é chamado de ângulo interior (ou ângulo interno) se um ponto dentro do ângulo estiver no interior do polígono. Um polígono tem exatamente um ângulo interno por vértice.
Se cada ângulo interno de um polígono simples for menor que 180°, o polígono será chamado de convexo.
Em contraste, um ângulo externo (ou ângulo externo) é um ângulo formado por um lado de um polígono simples e uma linha estendida a partir de um lado adjacente.

## Propriedades
- A soma de um ângulo externo e interno no mesmo vértice é 180°.
- A soma de todos os ângulos internos de um polígono simples é 180(n-2)°, onde n é o número de lados. A forma pode ser provada usando Indução matemática e começando com um triângulo cuja soma é 180°, e então substituindo um lado por dois lados conectados ao vértice, e assim por diante.
- A soma de todos os ângulos externos de um polígono simples convexo ou não-convexo é sempre 360°.
- A medida do ângulo exterior no vértice não é afetada pelo lado estendido: os dois ângulos que podem se formar no vértice ao estender alternadamente um lado ou o outro são ângulos verticais e portanto são iguais.

## Extensão para polígonos complexos
O conceito de ângulo interior pode ser estendido de maneira consistente para polígonos complexos, como por exemplo um polígono estrela, usando o conceito de ângulos direcionados. No geral, a soma dos ângulos interiores em graus de qualquer polígono fechado, incluindo polígonos complexos, é dada por 180(n-2k)°, onde n é o número de vértices e o número não-negativo k é o numero total de revoluções de 360° que alguém teria que dar ao caminhar ao redor do perímetro do polígono. Em outras palavras, 360k° representa a soma de todos os ângulos exteriores. Por exemplo, para os polígonos concavos e convexos ordinários, k = 1, pois a soma dos ângulos externos é igual a 360°, e só é necessário dar uma revolução completa ao dar a volta ao redor de seu perímetro.